# نادي غيلونغ لكرة القدم
نادي غيلونغ لكرة القدم (بالإنجليزية: Geelong Football Club)‏ هو نادي كرة القدم الأسترالية أسترالي تأسس في 1859 ، يقع مقره الرئيسي في غيلونغ، ويلعب في دوري كرة القدم الأسترالية، وVictorian Football League ‏.

## وصلات خارجية
- الموقع الرسمي